# Kanadisches Kriegsmuseum

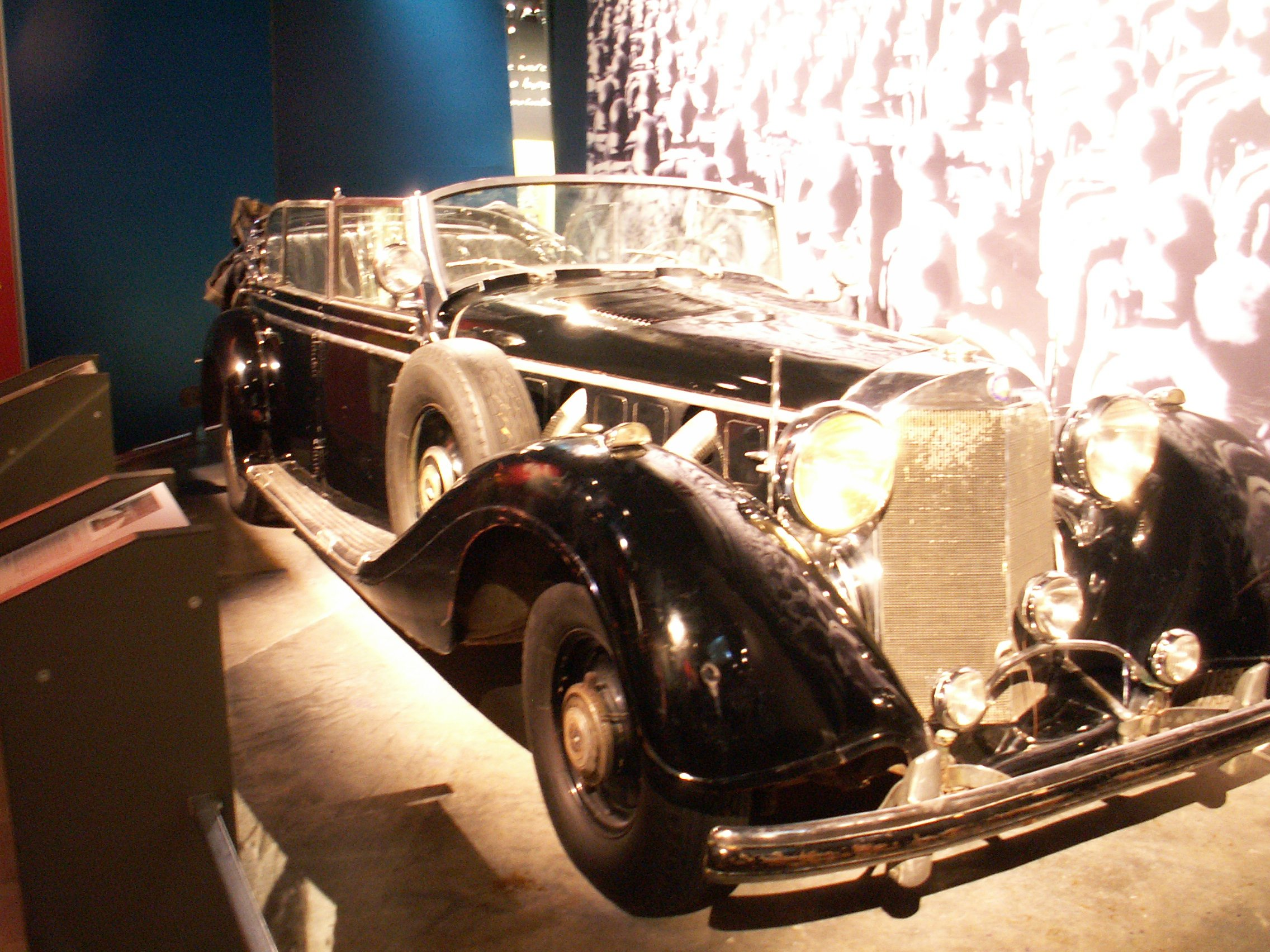
Hitlers Mercedes-Benz 770 Cabriolet als „Symbol der faschistischen Diktatur“

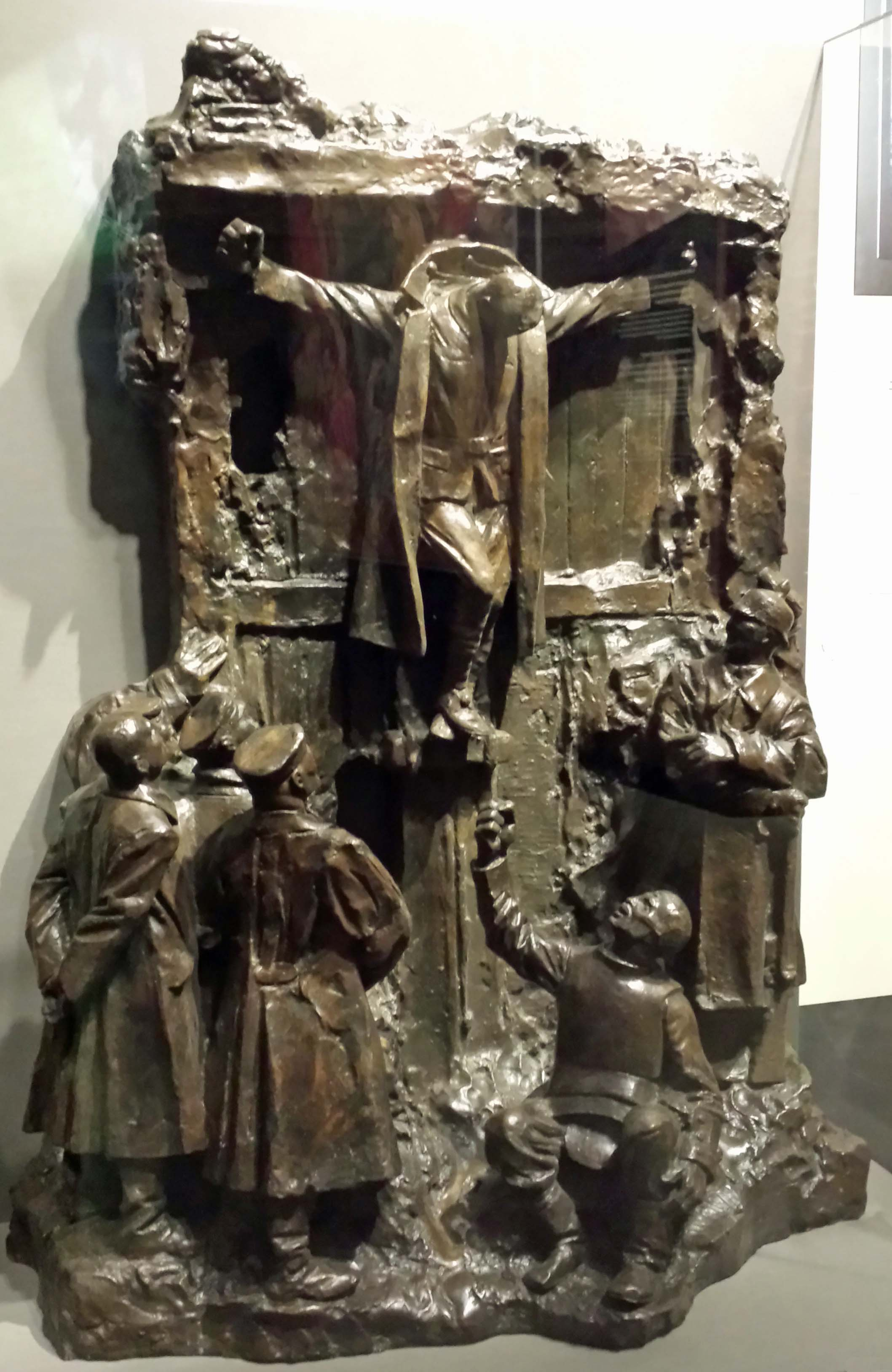
„Kriegskunst“ – Francis Derwent Wood: Canada’s Golgotha, 1918

Das Kanadische Kriegsmuseum (englisch Canadian War Museum wegen der staatlichen kanadischen Zweisprachigkeit gleichberechtigt auch französisch Musée Canadien de la Guerre) ist eines der größten Museen in Ottawa, Kanada. Das Museum beleuchtet kriegerische Konflikte, an denen Kanadier, Métis und Angehörige der First Nations bis heute teilgenommen haben.

## Ausstellung
Zurück geht das Museum auf eine Sammlung militärischer Artefakte, welche bereits 1880 angelegt wurde.
Unterteilt ist das Museum in mehrere Sektionen:
- 1. die Kriege der First People und Konflikte auf kanadischem Boden bis zur Nordwest-Rebellion
  2. Kanada in den Kriegen des Empire
  3. Kanada im Zweiten Weltkrieg
  4. Kalter Krieg, Friedenssicherung und jüngere Konflikte
- Ehrenhalle
- Wehrtechnik-Ausstellung
- Gedenkhalle
- Sonderausstellungen

Darüber hinaus verfügt das Museum über einen Theatersaal und ein militärhistorisches Forschungszentrum.

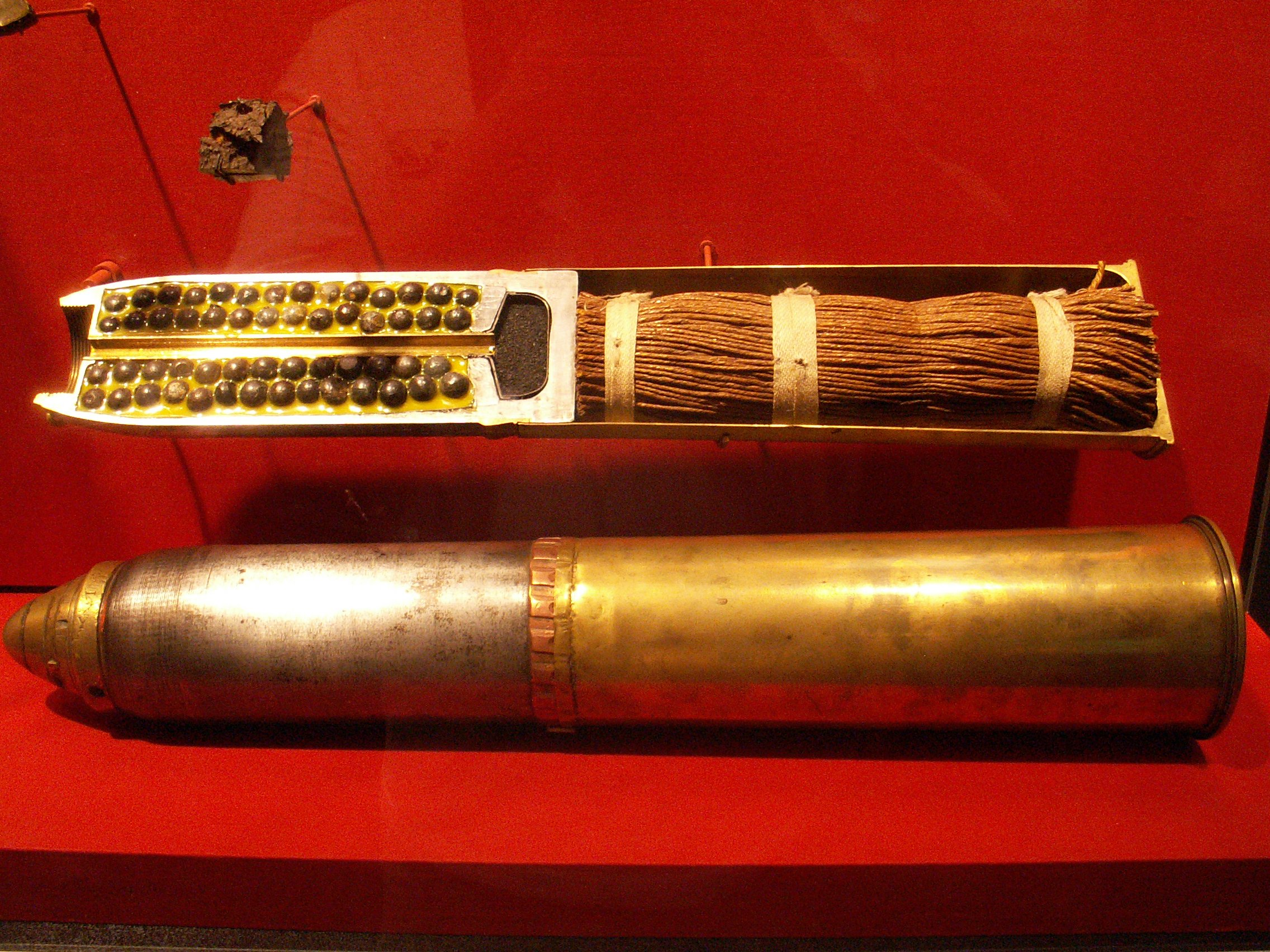
Brisanzgranate nebst Schnittmodell

Es wird in dem Museum viel Wert auf eine neutrale Darstellung der Kriegsgeschehnisse gelegt; so werden auch die Kriegsverbrechen der Kanadier im Burenkrieg nicht verschwiegen. Die Darstellungen z. B. eines Schützengrabens aus dem Ersten Weltkrieg und von historischem Filmmaterial stellen vor allem den Grauen des Krieges sehr anschaulich dar. Daher gibt es auch einen speziellen „Ruheraum“ für die Besucher, damit sie dort das Gesehene ungestört verarbeiten können.
Zu den besonderen Attraktionen des Museums gehört das Mercedes-Benz 770 Cabriolet von Adolf Hitler, welches den Kanadiern von den USA nach dem Zweiten Weltkrieg geschenkt wurde, ein T-72 der Nationalen Volksarmee der DDR, eine 8,8-cm-Flak, sowie weiteres zum Teil sehr seltenes Kriegsgerät. Historisch interessant sind vor allem viele originale Schriftstücke und Film- bzw. Fotodokumente aus den jeweiligen Kriegen.

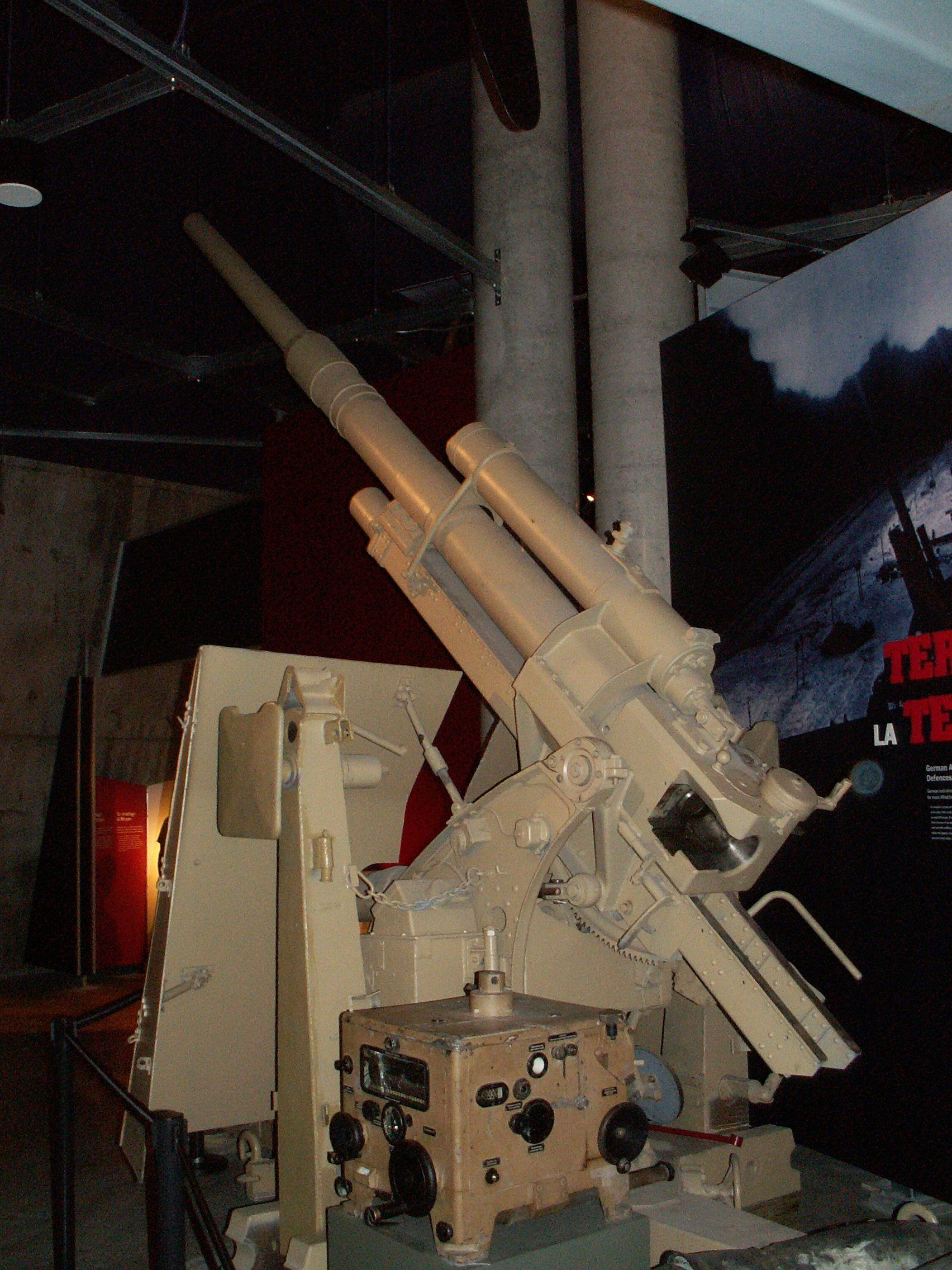
8,8-cm-Flak

Es werden auch kuriose Ausstellungsstücke gezeigt, wie das Funkgerät der 1943 auf Labrador errichteten deutschen Wetterstation Kurt, die von den Kanadiern während des restlichen Kriegs nicht entdeckt wurde, eine Armbrust, welche ein deutscher Kriegsgefangener aus seinem Bettgestell gebastelt hat und eine Uzi, welche M.C. Sutherland Brown von den Israelis zum Dank für seine Tätigkeit als militärischer Berater geschenkt bekam.
Außerdem beheimatet das Museum viele der Kunstwerke die aus einer Sammlung stammen, deren Entstehung Lord Beaverbrook mit dem Canadian War Memorials Fund in November 1916 anregte. Die Sammlung selber wurde am 14. September 2014, als Canadian War Memorials Fund National Historic Event, zu einem „nationalen historischen Ereignis“ erklärt.

## Ausstellungsobjekte

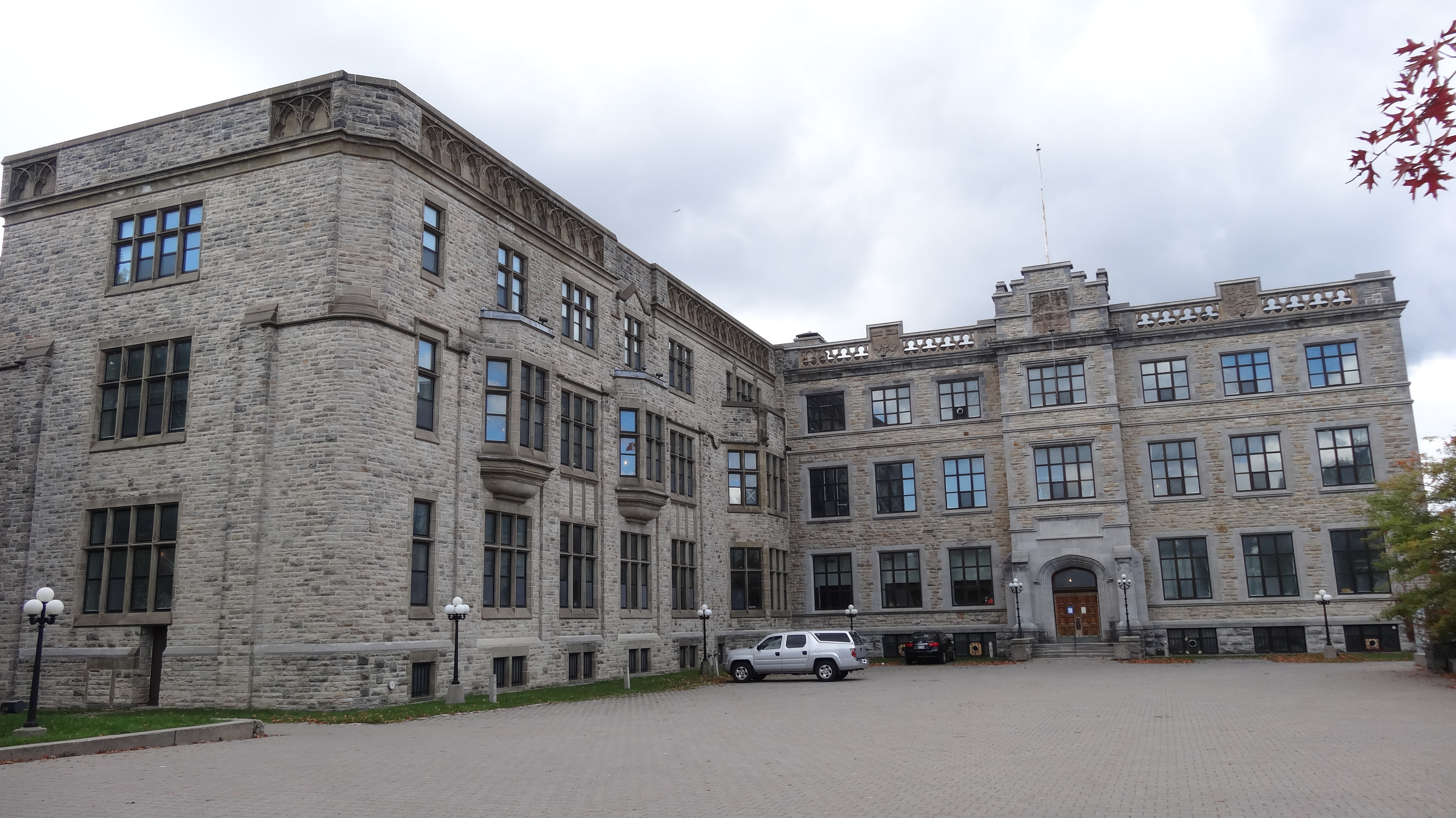
Ehemaliges Museumsgebäude am Sussex Drive/Ottawa

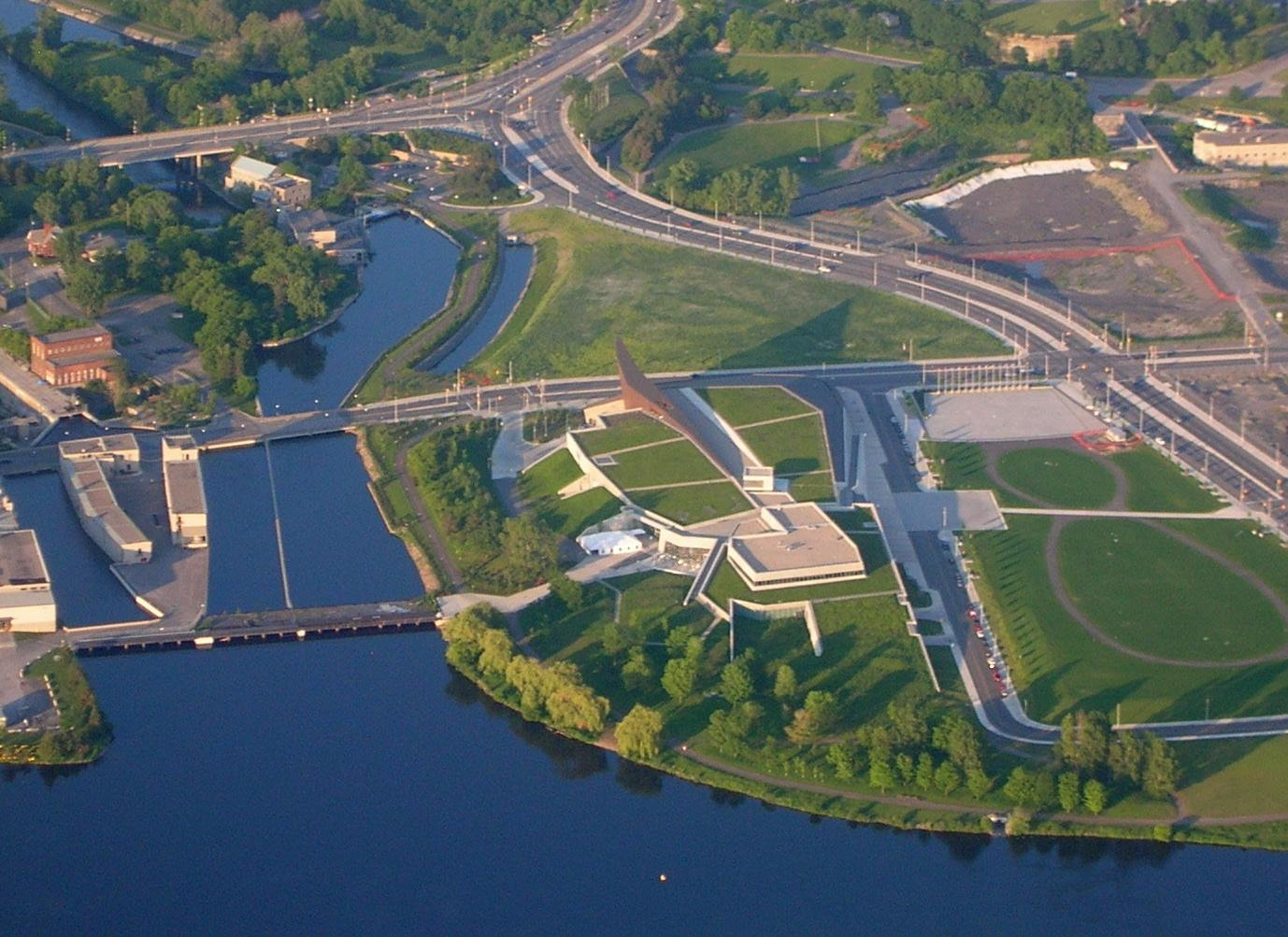
Luftbild des heutigen Museums

Ohne den Anspruch auf Vollständigkeit, einige der Ausstellungsobjekte:

### Geschütze
- 8,8-cm-Flugabwehrkanone 36/37
- 18-pounder Gun (CDN) (Last gun fired in World War I – The Mons Gun)
- 122-mm-Kanone M1931/37 (SU)
- 21-cm-Mörser 10 (D)
- 155-mm-Howitzer M1A1
- Ordnance QF 13-pounder Field Gun
- 75-mm-Canon de 75 M1897
- 7,5-cm leIG 18
- Minenwerfer (WK I)
- 24-cm-Minenwerfer (WK I)
- 7,58-cm-le.Minenwerfer (WK I)
- 9-cm-Feldkanone C/73/91
- 32-pounder Palliser Cannon Rohr (Coastal Defense)
- 64-pounder Palliser Cannon Rohr (Coastal Defense)
- Ordnance QF 25-pounder Mk. ?
- 3,7-cm-Panzerabwehrkanone 36
- 8,8-cm-Raketenwerfer 43 Puppchen
- 17-pdr-Anti Tank Gun
- 6-pounder Anti-Tank Gun Mk. ?
- 2,8-cm-schwere Panzerbüchse 41
- 5-cm-Panzerabwehrkanone 38
- BL 8-inch-Howitzer Mk VI-VIII
- 3-inch Rocket Projector Mk. I – Land Mattress
- 21-cm-Nebelwerfer 42
- 40-mm-Zwillings-Schiffsflak Bofors
- 2-pounder-Schiffsgeschütz pom-pom
- Französischer Mörser 1758
- 7,5-cm-Leichtgeschütz 40

### Fahrzeuge
- Machine-Gun on Wheels 1914
- Pz.Kpfw. II Ausf. C
- Infantery Tank Valentine Mk. VII A
- Light Tank M3A1 Stuart
- Light Tank M5
- Jagdpanzer IV L/70 (V)
- Churchill Mk. III (Deep Wading)
- T-34/85
- Sherman M4A4
- Sherman M4 Ax E8
- M24 Chaffee
- Tankette CV-33 II
- Pz.Kpfw. V Panther Ausf. A
- Medium Tank M3 Lee
- Selfproppeled Gun Sexton
- M4 Grizzly
- Six-Ton Tank M1917 (FT-17 Copy)
- Leopard 2 (CDN)
- Leopard 1 (CDN)
- Leopard 1 with Russian Mine-Clearing
- T-72 M1
- Chieftain Mk. ?
- BRM-1K
- M109 Selfpropelled Gun
- RAM Kangaroo
- Daimler Dingo
- Ferret Scout Car
- Cougar Armoured Car (6x4)
- Air Defense Anti-Tank System (ADATS) on M113
- CMP Field Artillery Tractor
- M3A2 Halftrack
- Bren Carrier
- M113 Dozer
- Ford C11 ADF (Stabswagen von Sir Harold Alexander)
- Lieutenant-General H.D.G. Crerar's Caravan
- Ford-Pickup Halftrack
- F15A Wireless Truck
- Staghound Armoured Car
- Schwimmwagen
- Kettenkrad (späte Ausführung)
- CMP Truck
- VW Iltis (UN)
- The Humble Jeep
- Willey's Jeep
- RG-31 Nyala Armoured Personal Carrier
- Churchill Bridgelayer (Great Eastern ?)
- Wasp Flamethrower
- Sturmgeschütz III Ausf. G (zerstört)
- Armoured Ambulance Truck
- Dodge Ambulance WC-54
- M29 Weasel C
- Lynx Reconnaisance
- Alpine Snowmobile (militärische Ausführung des Ski-Doo)
- Tracked Jeep (Experimentelles Fahrzeug)

### Sonstige
- Sprengpanzer Goliath
- Bailey Bridge (Maßstabs-Modell)
- Vimy Memorial (Maßstabs-Modell)
- National War Memorial (Maßstabs-Modell)
- Molch (Kleinkampfmittel / U-Boot)
- V-1
- Vimy Memorial Statues (17 Stück / Werte der kanadischen Truppen im Ersten Weltkrieg)
- Gatling-Gun
- 7,62-cm-Maschinengewehr 08 (WK I)
- PIAT -Anti-Tank Projektor
- U-Boot Torpedo (D)
- Enigma
- Berliner Mauer (Teilstück)
- Nieport 12 Doppeldecker (WK I)
- Diorama Graben von Vimy
- 7,7-cm Feldkanone (Zerstört und von kanadischen Truppen bei Vimy erbeutet)
- Mercedes G (Zerstört durch eine Landmine)
- William Avery („Billy“) Bishops Lewis Gun (Kanadisches Flieger-Ass des Ersten Weltkrieges und späterer Air Marschall)
- Bell Hubschrauber
- Kanadischer Abfangjäger CF-101B Voodoo

## Lage
Das Museum zog Anfang des Jahres 2005 in ein völlig neues Gebäude am Ottawa-Fluss im Stadtteil LeBreton Flats um, da die alten Räumlichkeiten bei weitem nicht mehr ausreichten.

## Betreiber
Betrieben wird das Museum durch die Canadian Museum of History Corporation, eine Crown Corporation (ein öffentliches Unternehmen). Dieses öffentliche Unternehmen betreibt auch das Canadian Museum of History, Canadian Children’s Museum, Canadian Postal Museum und das Virtual Museum of New France.